# NGC 3201
NGC 3201，即科德韋爾79（Caldwell 79），是位於船帆座，在低銀緯度上的球狀星團。它的恆星向中心的凝聚度非常低。該星團由詹姆士·敦洛普在1826年5月28日發現，並收錄於他的1827年天體目錄中。他對NGC 3201的描述為「一個相當大而明亮的星雲，角直徑約為4′或 5′，恆星逐漸向中心凝聚，並且在望遠鏡中容易被分辨出來。它的形狀非常不規則，並且恆星在其南方部分分布相當分散」

## 概要
NGC 3201的徑向速度是不尋常高的490 km/s，高於其他已知的星團。而它的對應本動速度為240 km/s。NGC 3201的運動速度雖然高，但仍低於銀河系的逃逸速度。NGC 3201距離太陽約16300光年，質量估計為太陽的254000倍，年齡為102.4億年。
NGC 3201內的恆星分布並不均勻，並且隨著與核心的距離變化。恆星的有效溫度變化隨著與核心的距離呈現正相關。較高溫恆星距離核心較遠，而低溫紅色恆星則聚集於核心附近。NGC 3201和M4直到2010年是已知僅有的兩個恆星分布狀況如此不均勻的星團。

## 圖片集

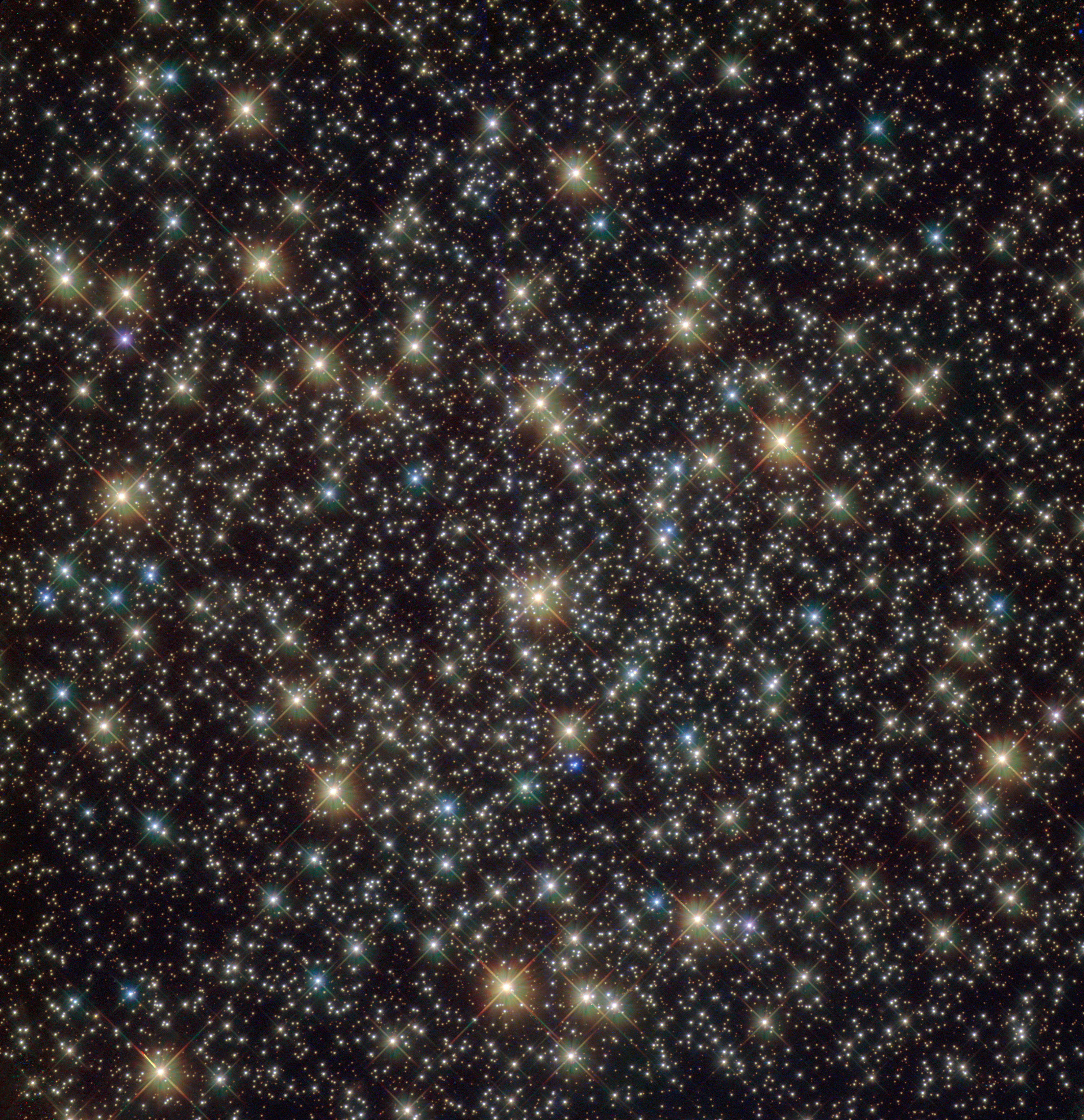
天文學家發現NGC 3201核心處的黑洞Astronomers discovered a black hole at the heart of NGC 3201.
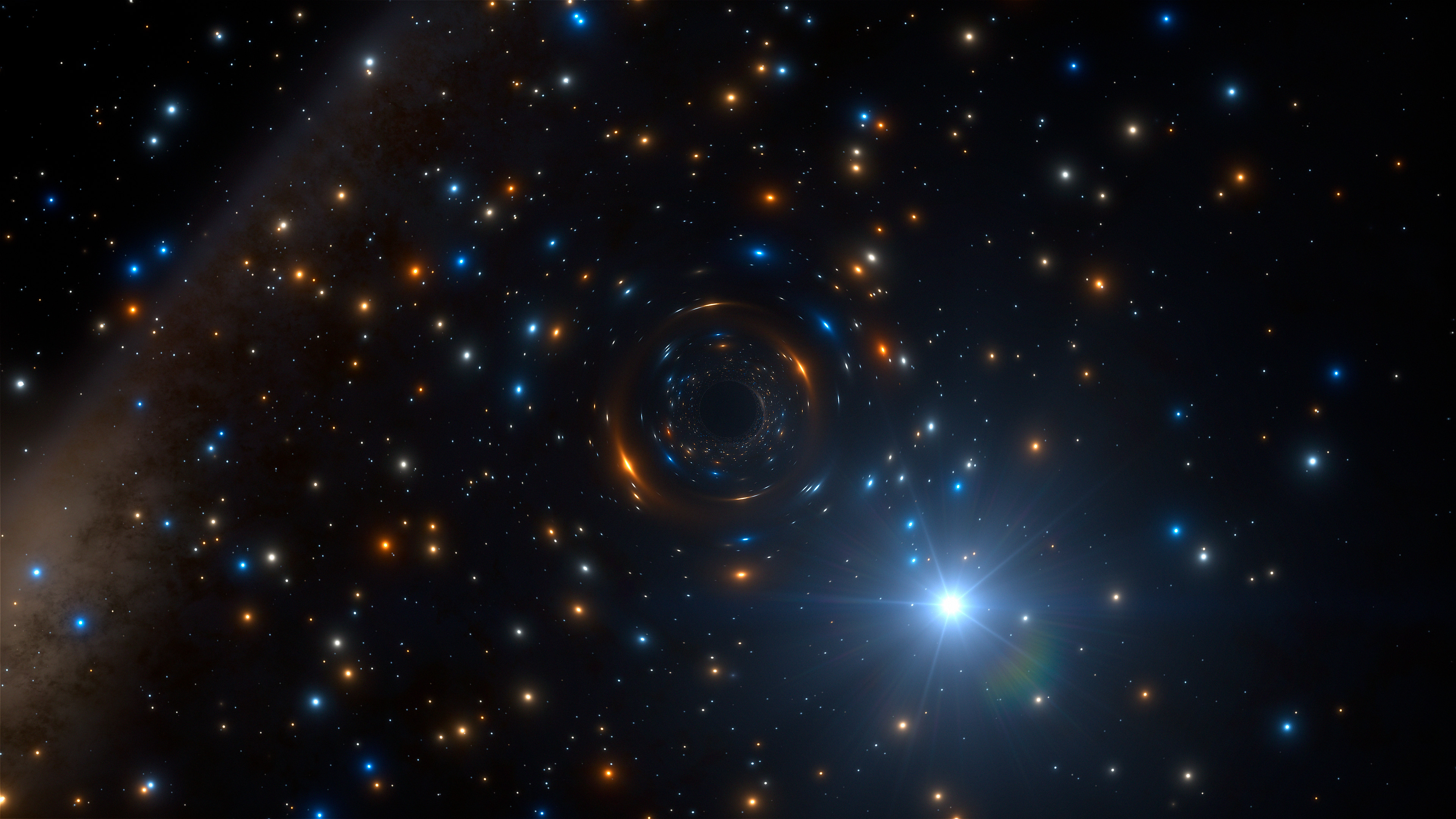
畫家筆下的NGC 3201核心雙黑洞系統想像圖。
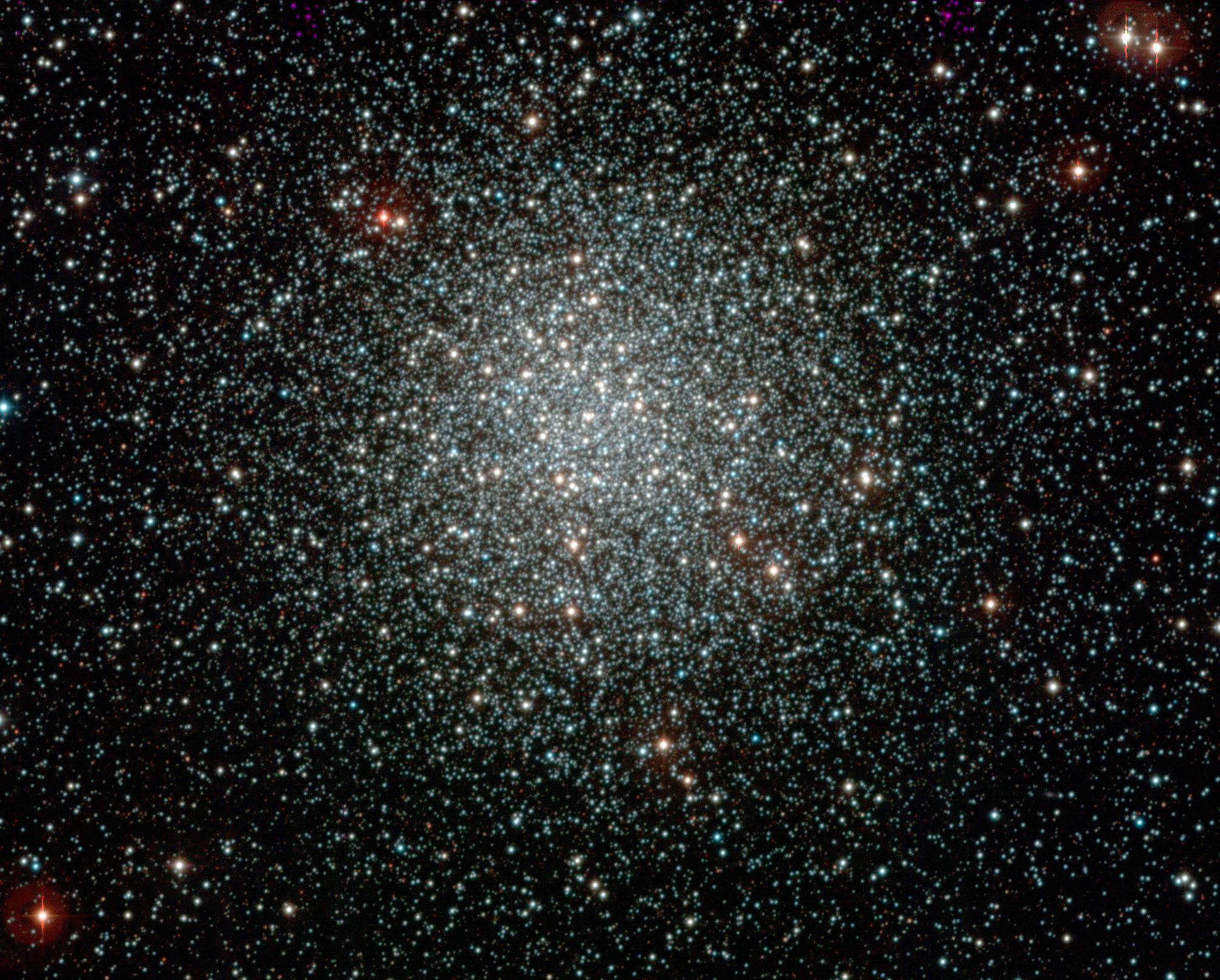
拉西拉天文台口徑2.2公尺MPG/ESO望遠鏡的廣角影像器（Wide Field Imager，WFI）拍攝的NGC 3201彩色合成影像。

## 外部連結
- Globular Cluster NGC 3201 at SEDS pages（页面存档备份，存于）
- WikiSky上关于NGC 3201的内容：DSS2, SDSS, GALEX, IRAS, 氢α, X射线, 天文照片, 天图, 文章和图片
- NGC 3201（页面存档备份，存于） at DOCdb (Deep Sky Observer's Companion)